# Tiamin piridinilaza
Tiamin piridinilaza (EC 2.5.1.2, pirimidinska transferaza, tiaminaza I, tiaminska hidrolaza, tiaminska piridinolaza, tiaminska piridinolaza, tiaminska piridinilaza, tiamin:baza 2-metil-4-aminopirimidin-5-meteniltransferaza) je enzim sa sistematskim imenom tiamin:base 2-metil-4-aminopirimidin-5-meteniltransferaza. Ovaj enzim katalizuje sledeću hemijsku reakciju
tiamin + piridin {\displaystyle \rightleftharpoons } 1-[(4-amino-2-metilpirimidin-5-il)metil]piridinijum + 4-metil-5-(2-hidroksietil)tiazol
Razna bazna i tiolna jedinjenja mogu da deluju umesto piridina.

## Literatura
- Nicholas C. Price; Lewis Stevens (1999). Fundamentals of Enzymology: The Cell and Molecular Biology of Catalytic Proteins (Third изд.). USA: Oxford University Press. ISBN 019850229X.
- Eric J. Toone (2006). Advances in Enzymology and Related Areas of Molecular Biology, Protein Evolution (Volume 75 изд.). Wiley-Interscience. ISBN 0471205036.
- Branden C; Tooze J. Introduction to Protein Structure. New York, NY: Garland Publishing. ISBN 0-8153-2305-0.
- Irwin H. Segel. Enzyme Kinetics: Behavior and Analysis of Rapid Equilibrium and Steady-State Enzyme Systems (Book 44 изд.). Wiley Classics Library. ISBN 0471303097.

## Spoljašnje veze
- Thiamine+pyridinylase на 